# Повратак у Рајац
Повратак у Рајац је илустровани роман српског писца Младена Петковића, објављен 2014. године. Надахнут је истоименим селом Рајац у Неготинској Крајини, познатим по акропољу винских подрума (пивница) који се налазе на оближњем узвишењу. У жижи романа је борба за превласт између Раја и Вавилона – док је село сачувало дух места (genius loci), дотле се метропола продала и за казну га изгубила.

## Опис
У једном селу у источној Србији, локална вештица је пронађена мртва. Свом омиљеном унуку Игору, Косара оставља смарагдни прстен који у њему буди сећање на чудан сан из детињства – између винских подрума, жену оплођује зрак Црног Сунца. Опседнут овом мистеријом, Игор, сада познати београдски позоришни редитељ, полако схвата да би једна од његових љубавница могла да буде кључ за разрешење древне тајне...

## Називи поглавља
1. Хекатеја
2. Мистерије
3. Проф. В. Аралица
4. Косара од Рајца
5. Маскарада
6. Макијавели са силиконима
7. Сјај и беда индивидуализма
8. Град смрти и полета
9. Јагњетина а ла Мерилин Монтро
10. Љубав, Вера, Нада
11. Повратак у Рајац
12. Други долазак

## Белешке
Петковић, М. (2014) Повратак у Рајац: кабаре-роман о Балкану. Stylos art, Нови Сад,  978-86-7473-633-3